# L'orrore che viene dall'est
L'orrore che viene dall'est (The Inevitable Conflict) è un romanzo di fantascienza attribuito erroneamente a Howard Phillips Lovecraft, che l'avrebbe scritto sotto lo pseudonimo di Paul H. Lovering, il quale in realtà è stato uno scrittore (Filadelfia 29 settembre 1880 - Seattle 2 novembre 1943), giornalista e cronista di guerra. Fu pubblicato nella rivista statunitense Amazing Stories nei numeri di dicembre 1931 e gennaio 1932. Sempre su Amazing Stories, Lovering pubblicò anche il racconto di fantascienza When the Earth Grew Cold. 
Il romanzo L'orrore che viene dall'est è stato ristampato, per la prima volta in italiano, nel 2000, dalle edizioni Mondo Ignoto.